# Vergezac
Vergezac település Franciaországban, Haute-Loire megyében. Lakosainak száma 470 fő (2022. január 1.). Vergezac Bains, Chaspuzac, Saint-Jean-de-Nay, Sanssac-l’Église és Saint-Privat-d’Allier községekkel határos.

## Népesség
A település népessége az elmúlt években az alábbi módon változott:
| Lakosok száma | 461  | 389  | 391  | 429  | 430  | 475  | 502  | 517  | 501  | 470  |
|               | 1968 | 1982 | 1990 | 2006 | 2013 | 2015 | 2017 | 2019 | 2020 | 2022 |